# Lista de competições de pedra, papel e tesoura
Esta é uma lista de competições de pedra, papel e tesoura, também chamado no Brasil de jokempô. Pedra, papel e tesoura é um jogo de mãos recreativo e simples para duas ou mais pessoas, que não requer equipamentos nem habilidade.

## Torneios

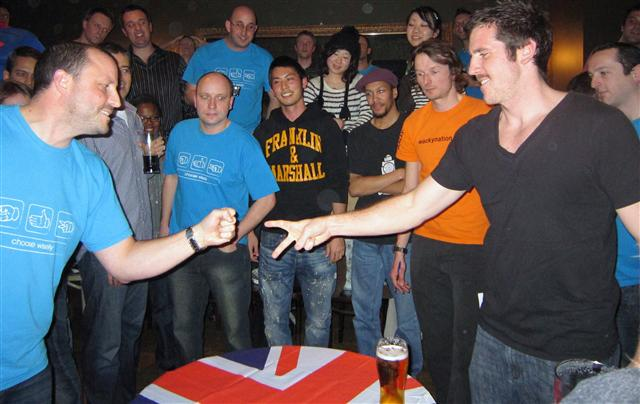
Quarto torneio "UK Rock Paper Scissors Championships", realizado em 2010.

A "World Rock Paper Scissors Society (WRPS)" é o órgão internacional oficial que rege as regras dos torneios de jokenpo.

### Torneios sancionados pela "World Rock Paper Scissors Society"
Seus torneios são conhecidos por distribuir grandes prêmios em dinheiro aos vencedores.
Em 2004, os campeonatos passaram a ser transmitidos nas TVs estadunidense, ajudando a popularizar o esporte.

#### Campeonato Mundial
Criado em 2002 sob a chancela da "World Rock Paper Scissors Society" este campeonato tem recebido atenção das midias e recebido competidores do mundo todo.

##### Vencedores
| Ano  | Campeão          | País           |
| ---- | ---------------- | -------------- |
| 2002 | Peter Lovering   | Canadá         |
| 2003 | Rob Krueger      | Canadá         |
| 2004 | Lee Rammage      | Canadá         |
| 2005 | Andrew Bergel    | Canadá         |
| 2006 | Bob Cooper       | Reino Unido    |
| 2007 | Andrea Farina    | Estados Unidos |
| 2008 | Monica Martinez  | Canadá         |
| 2009 | Tim Conrad       | Estados Unidos |
| 2015 | Arthur Jonatha   | Brasil         |
| 2016 | Eduardo Oliveira | Brasil         |

#### USA RPS Tournaments
"USA Rock Paper Scissors League" é uma liga nacional estadunidense de Jokenpo. Este torneio é patrocinado pela Bud Light, e tem como comissionário "Leo Bryan Pacis".
O primeiro torneio foi realizado em abril de 2006, em Las Vegas, e foi transmitido pela A&E Network em 12 Junho de 2006. O vencedor recebeu US$ 50.000,00 como prêmio.

#### UK Rock Paper Scissors Championships
O primeiro torneio nacional do Reino Unido foi realizado no dia 13 de Julho de 2007.

#### Team Olimpik Rock Paper Scissors Championships 2012
Um torneio internacional por equipes será realizado no dia 08 de Agosto de 2012, no "Knights Templar Pub" de Londres. 32 países serão representados neste torneio.

#### National XtremeRPS Competition 2007-2008
O "XtremeRPS National Competition" é uma competição nacional estadunidense.

#### Guinness Book of World Records
No dia 09 de Julho de 2010, foi realizado o maior torneio de Jokenpo do mundo (com 6.500 participantes). O torneio aconteceu no evento "LIFE 2010 Conference", em Louisville, Kentucky. O recorde foi reconhecido pelo Guinness.

### Red Bull Roshambull World Online Series
O "Red Bull Roshambull" é um evento não-oficial reconhecido pela WRPS, que é realizado online pelo aplicativo do Facebook chamado "Red Bull Roshambull".

#### Vencedores
| Tempoarda     | Resultado                                               | Fase da Liga                                               | Hidden Stars                    | Campeonato Mundial Blitz                               | Campeonato Mundial de Equipes |
| ------------- | ------------------------------------------------------- | ---------------------------------------------------------- | ------------------------------- | ------------------------------------------------------ | --- |
| Verão 2009    | 1º George Soros 2º Mark Thomas 3º Frances Anne Ricketts | 1º Mark Thomas 2º Monika Hjelmas 3º Dave Dungan            | Sem competição nessa temporada. | Sem competição nessa temporada.                        | Sem competição nessa temporada. |
| Inverno 09/10 | 1º Frances Anne Ricketts 2º Mark Thomas 3º Roman P      | 1º Frances Anne Ricketts 2º Clayton Dwyer 3º Colin Goodhue | Sem competição nessa temporada. | Sem competição nessa temporada.                        | Sem competição nessa temporada. |
| Verão 2010    | 1º Brett McFarlane 2º Tom Bussineau 3º Dave Dungan      | 1º Brett McFarlane 2º Mark Tuden 3º Tom Bussineau          | Campeão Mark Whalen             | Sem competição nessa temporada.                        | 1º Noruega Erik Westnes, Anna Kvalheim, Monika Hjelmas 2º Nações Africanas Mac Anamourlis, Craig Von Hagen, Jakqui Krobo 3º Inglaterra James Heyes, Sarah Dixon, Andy Mills |
| Inverno 10/11 | 1º Richard Morgan 2º Sean Sears 3º Tom Bussineau        | 1º Richard Morgan 2º Jamie Viens 3º Sean Sears             | Campeão James Kanis             | 1º Mark Tuden 2º James Heyes 3º Jeff St George         | Sem competição nessa temporada. |
| 2011          | 1º Richard Morgan 2º Sean Sears 3º Roman P              | 1º Nikki Montoya 2º Mark Tuden 3º Richard Morgan           | Sem competição nessa temporada. | 1º Anthony Argyou 2º Monika Hjelmas 3º Craig Von Hagen | 1º EUA Tom Bussineau, Mark Thomas, Mark Tuden 2º Noruega Erik Westnes, Anna Kvalheim, Monika Hjelmas 3º Austrália Brett McFarlane, Clayton Dwyer, Frances Anne Ricketts     |

Em Dezembro de 2010, o jogador "Maxamillion Air" tornou-se o primeiro "online-only players" do "World Series" a participar de um evento oficial.